# Liste der Biografien/Eil
Liste der Biografien |
Portal Biografien |
Personensuche
# |
A |
B |
C |
D |
E |
F |
G |
H |
I |
J |
K |
L |
M |
N |
O |
P |
Q |
R |
S |
T |
U |
V |
W |
X |
Y |
Z |
?
 
Ea |
Eb |
Ec |
Ed |
Ee |
Ef |
Eg |
Eh |
Ei |
Ej |
Ek |
El |
Em |
En |
Eo |
Ep |
Eq |
Er |
Es |
Et |
Eu |
Ev |
Ew |
Ex |
Ey |
Ez
 
Eia |
Eib |
Eic |
Eid |
Eie |
Eif |
Eig |
Eih |
Eij |
Eik |
Eil |
Eim |
Ein |
Eip |
Eir |
Eis |
Eit |
Eiv |
Eix |
Eiy |
Eiz
Die Liste der Biografien führt alle Personen auf, die in der deutschsprachigen Wikipedia einen Artikel haben. Dieses ist eine Teilliste mit 97 Einträgen von Personen, deren Namen mit den Buchstaben „Eil“ beginnt.

## Eil
- Eil, Heinz, deutscher Sportreporter und Sportchef des Hessischen Rundfunks

### Eila
- Eiland, Erich W. (1889–1956), deutscher Grafiker und Landschaftsmaler
- Eiland, Giora (* 1952), israelischer General und Leiter des Nationalen SicherheitsratesGiora Eiland (* 1952)

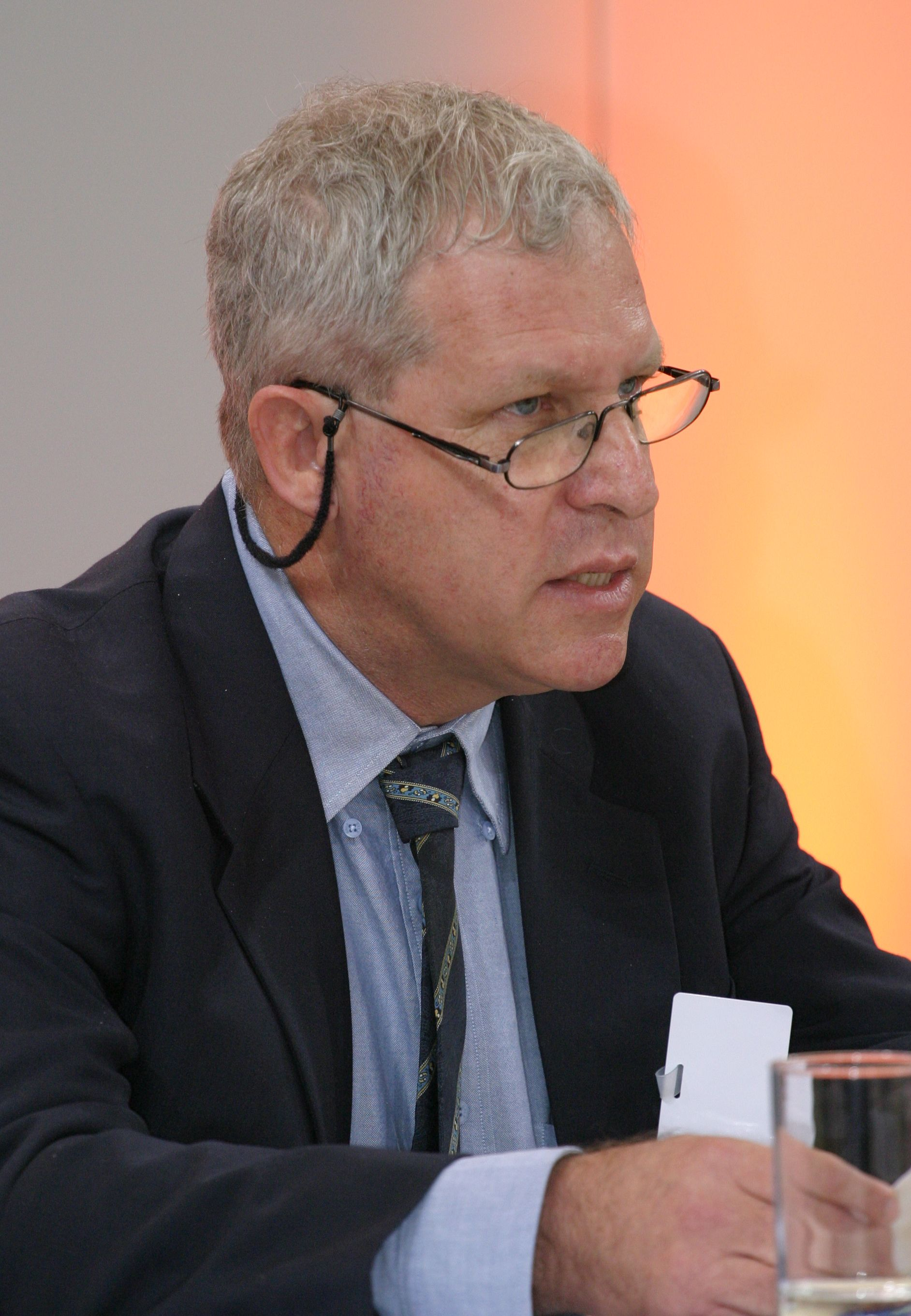
Giora Eiland (* 1952)

- Eiland, Murray Lee (* 1936), US-amerikanischer Autor und Teppichkundler
- Eilard, Christoph (1585–1639), deutscher Dichter und Physiker
- Eilat, Galit (* 1965), israelische Videokünstlerin und Autorin in den Niederlanden

### Eilb
- Eilbacher, Lisa (* 1956), US-amerikanische Schauspielerin
- Eilberg, Joshua (1921–2004), US-amerikanischer Politiker
- Eilbertus von Köln, deutscher Mönch, Goldschmied und Emailmaler

### Eild
- Eildermann, Heinrich (1879–1955), deutscher Lehrer, Autor und Gesellschaftswissenschaftler sowie ein Aktivist der Arbeiterbewegung
- Eildermann, Luise (1899–1986), deutsche Frauenrechtlerin in Bremen
- Eildermann, Robert (1912–1984), deutscher Autor, schrieb vorwiegend in niederdeutscher Sprache
- Eildermann, Wilhelm (1897–1988), deutscher kommunistischer Politiker (KPD/SED) und Journalist
- Eilders, Christiane (* 1962), deutsche Kommunikationswissenschaftlerin

### Eile
- Eile, Noah (* 2002), schwedischer Fußballspieler
- Eileen (* 1941), US-amerikanische Sängerin und Songwriterin
- Eilemann, Günter (1923–2015), deutscher Karnevalist und Musiker (Köln)
- Eilenberg, Richard (1848–1927), deutscher Komponist
- Eilenberg, Samuel (1913–1998), polnischer Mathematiker, gilt als Begründer der Kategorientheorie
- Eilenberger, Gert (1936–2010), deutscher Physiker
- Eilenberger, Guido (* 1940), deutscher Wirtschaftswissenschaftler österreichischer Herkunft
- Eilenberger, Ralf (* 1965), deutscher Fußball-Torwart
- Eilenberger, Wolfram (* 1972), deutscher Publizist und PhilosophWolfram Eilenberger (* 1972)

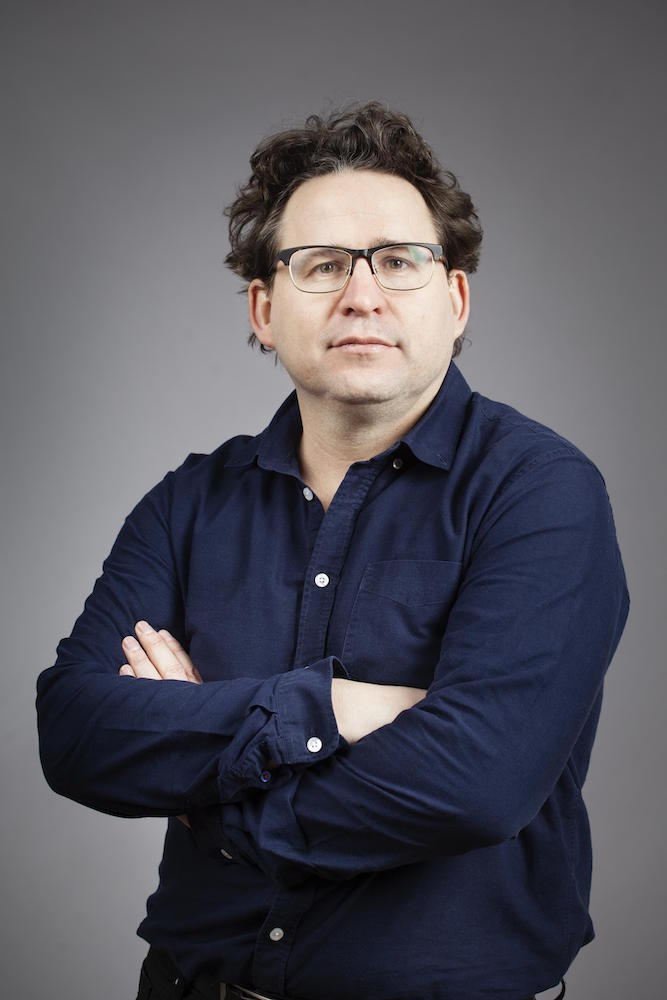
Wolfram Eilenberger (* 1972)

- Eilender, Peter Joseph (1767–1831), Oberbürgermeister von Bonn
- Eilender, Walter (1880–1959), deutscher Metallurg und Institutsleiter der RWTH Aachen
- Eilenfeldt, Norbert (* 1956), deutscher Fußballspieler
- Eilenkrig, Vadim (* 1971), russischer Jazzmusiker
- Eilenstein, Irmgard (1912–1998), deutsche Unternehmertochter, Mitglied der Industriellenfamilie Krupp von Bohlen und Halbach
- Eiler, Andreas (* 1972), deutscher Pokerspieler und Fußballspieler
- Eiler, Klaus (* 1949), deutscher Historiker und Archivar
- Eiler, Michael (* 1990), deutscher Pokerspieler
- Eilerd, Charlize (* 2002), südafrikanische Hürdenläuferin
- Eilers, Albert (1830–1896), deutscher Opernsänger (Bass) und Komponist
- Eilers, Alexa (* 1991), deutsche Schauspielerin
- Eilers, Anton (1839–1917), deutsch-amerikanischer Metallurg und Industrieller
- Eilers, Carl (1925–2008), US-amerikanischer Elektroingenieur
- Eilers, Christoph (* 1969), deutscher Politiker (CDU), MdL
- Eilers, Eilhart (1910–1945), deutscher Archivar und Historiker
- Eilers, Elfriede (1921–2016), deutsche Politikerin (SPD), MdB
- Eilers, Franz-Josef (1932–2021), deutscher Ordensgeistlicher und römisch-katholischer Theologe
- Eilers, Gerd (1788–1863), deutscher Pädagoge
- Eilers, Goetz (1941–2024), deutscher Jurist und Fußballfunktionär
- Eilers, Gustav (1834–1911), deutscher Kupferstecher, Radierer und Maler
- Eilers, Hans (1917–2009), deutscher Architekt und Leitender Baudirektor in Bremen
- Eilers, Hans-Heinrich (1931–2019), deutscher Politiker (SPD), MdL
- Eilers, Hillgriet (* 1959), deutsche Politikerin (FDP), MdL Niedersachsen
- Eilers, Jan (1909–2000), deutscher Politiker (FDP, CDU), MdB
- Eilers, Joachim (* 1990), deutscher Bahnradfahrer
- Eilers, Justin (* 1988), deutscher Fußballspieler
- Eilers, Louis (1844–1917), deutscher Schlossermeister und Unternehmer
- Eilers, Natalie (* 1998), kanadische Skispringerin
- Eilers, Reimer Boy (* 1948), deutscher Schriftsteller und Publizist
- Eilers, Sally (1908–1978), US-amerikanische Schauspielerin
- Eilers, Theodor (1836–1887), deutscher Verwaltungs- und Ministerialbeamter und Parlamentarier
- Eilers, Tina (1910–1983), deutsche Schauspielerin und Synchronsprecherin
- Eilers, Tom (* 1970), deutscher Jurist, Fußballfunktionär und Fußballspieler
- Eilers, Walter (1896–1972), deutscher Komponist
- Eilers, Wilhelm (1906–1989), deutscher Orientalist
- Eilers, Wilhelm (1912–1971), deutscher Politiker (SPD), MdBB
- Eilers, Yannic (* 1998), deutscher Schauspieler
- Eilert, Bernd (* 1949), deutscher Schriftsteller
- Eilert, Dirk (* 1976), deutscher Wirtschaftspsychologe und Autor
- Eilert, Georg (1901–1985), deutscher Schauspieler, Rundfunk- und Synchronsprecher
- Eilert, Johannes (1895–1967), deutscher Politiker (CDU)
- Eilert, Lutz Simon, deutscher Schauspieler
- Eilert, Paul (* 2008), deutscher Schauspieler
- Eilerts, Wolfram (1956–2024), deutscher Religionspädagoge
- Eilertsen, Hanne (* 1999), norwegische Snowboarderin
- Eilertsen, Mats (* 1975), norwegischer Jazzmusiker (Kontrabass) und Komponist

### Eilf
- Eilfeld, Annemarie (* 1990), deutsche Sängerin und SongwriterinAnnemarie Eilfeld (* 1990)

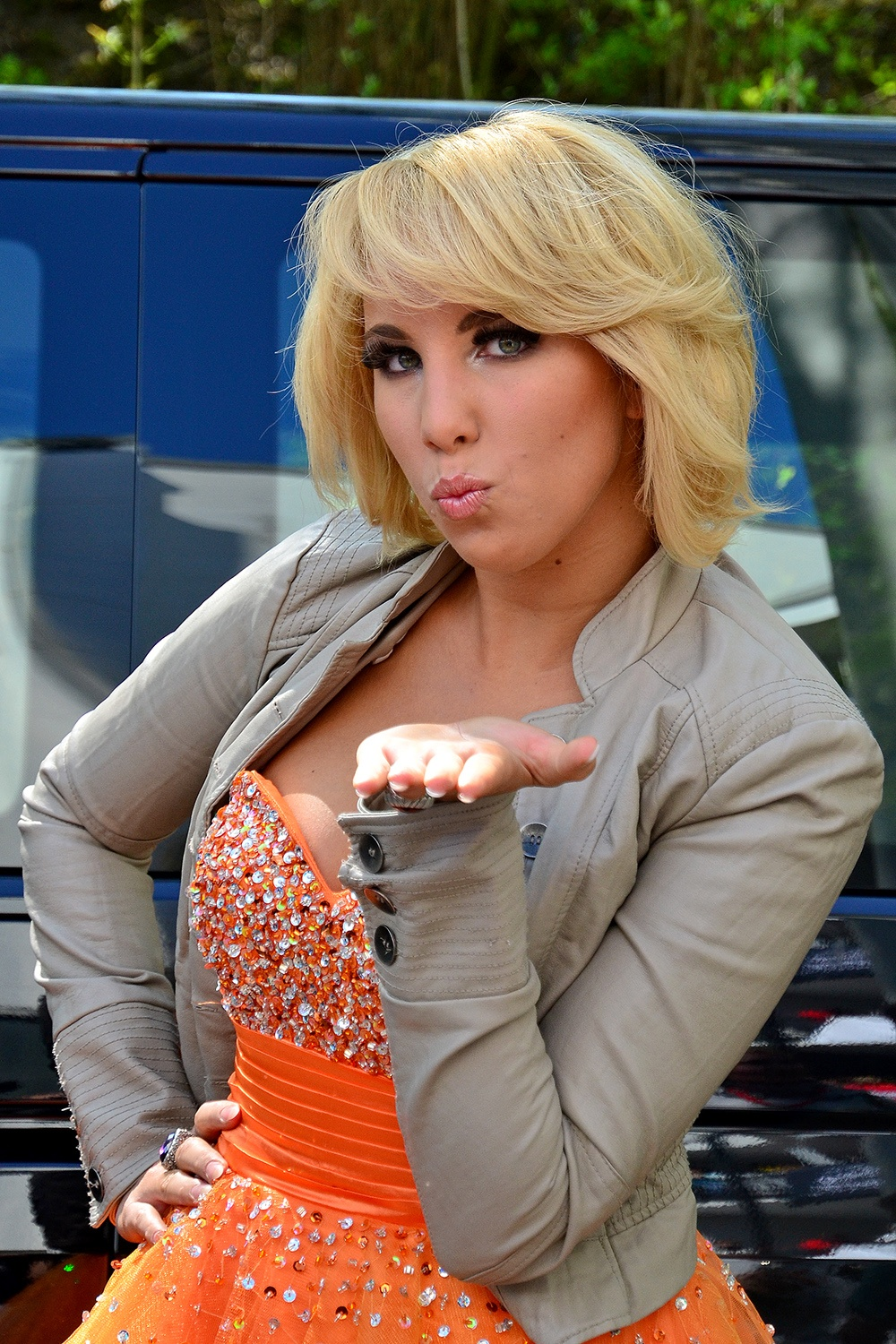
Annemarie Eilfeld (* 1990)

- Eilfeld, Christian Friedrich (1868–1942), deutscher Uhrmacher, Unternehmer und Entwickler der Metallspinndüse
- Eilfort, Michael (* 1963), deutscher Politikwissenschaftler

### Eilh
- Eilhart von Oberg, mittelhochdeutscher Dichter
- Eilhoff, Dennis (* 1982), deutscher Fußballspieler

### Eili
- Eilífr Goðrúnarson, isländischer Dichter
- Eilifsen, Gunnar (1897–1943), norwegischer Polizeibeamter
- Eilifsen, Morten (* 1984), norwegischer Skilangläufer
- Eilika († 1142), Gräfin von Ballenstedt
- Eiling, Alexander (* 1974), deutscher Kunsthistoriker und Kurator
- Eiling-Hütig, Ute (* 1967), deutsche Politikerin (CSU), MdL
- Eilinghoff, Elias (* 1990), deutscher Schauspieler und Sänger
- Eilish, Billie (* 2001), US-amerikanische Singer-SongwriterinBillie Eilish (* 2001)

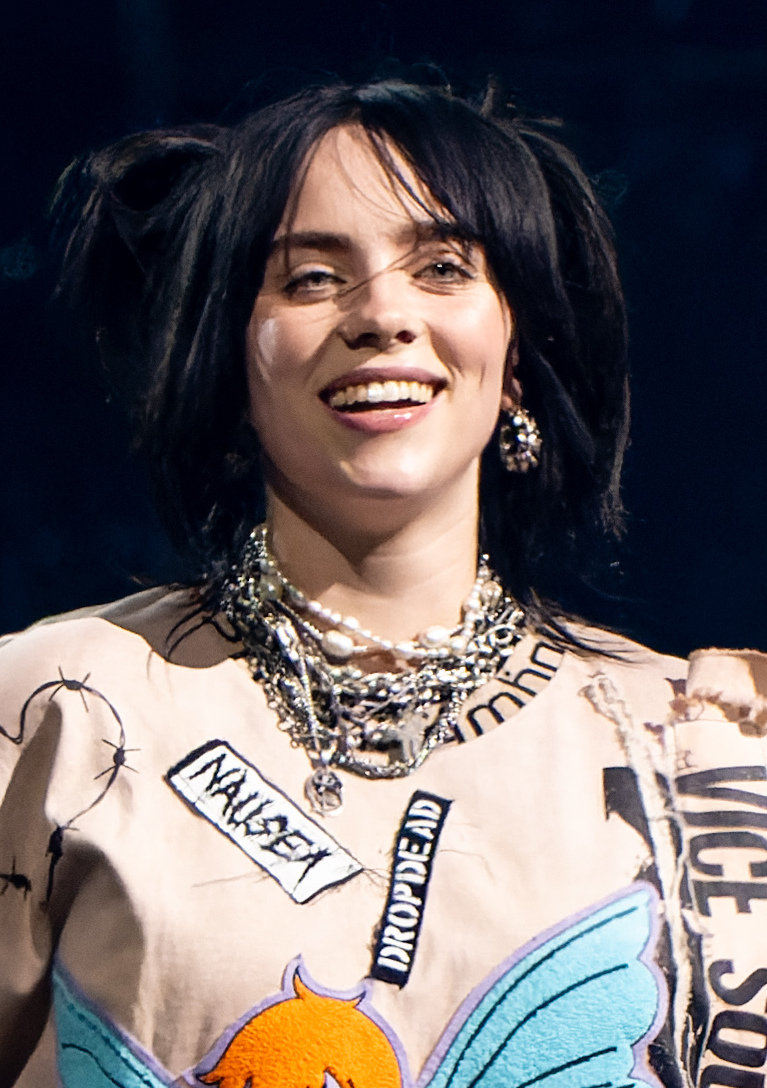
Billie Eilish (* 2001)

- Eilitz, Werner (1923–1995), deutscher Fußballspieler

### Eill
- Eilles, Josef (1880–1966), deutscher Reichsgerichtsrat
- Eilles, Joseph (1809–1881), bayerischer Kaffee- und Teeunternehmer
- Eilles, Kurt (1913–1960), deutscher Politiker (Bayernpartei)

### Eilm
- Eilmann, Richard (1893–1944), deutscher Klassischer Archäologe
- Eilmansberger, Franz (1921–2022), österreichischer Ingenieur
- Eilmer von Malmesbury, englischer Benediktinermönch
- Eilmes, Wolfgang (* 1955), deutscher Fotograf

### Eils
- Eils, Cassen (1923–2010), deutscher Reeder, Gründer der Reederei Cassen Eils GmbH
- Eils, Hans-Georg (* 1957), deutscher Brauer und Ehrenpräsident des Deutschen Brauer-Bundes (DBB)
- Eilsberger, Hermann (1837–1908), deutscher evangelischer Theologe
- Eilshemius, Louis Michel (1864–1941), US-amerikanischer Maler

### Eilt
- Eilts, Dieter (* 1964), deutscher Fußballspieler und -trainer
- Eilts, Johann (1894–1945), deutscher Politiker (KPD)

### Eilw
- Eilward, Bischof von Meißen